# 卢光照
卢光照（1914年4月—2001年10月17日），河南汲县人，中国画家。1934年至1937年就读于国立北平艺术专科学校，师从齐白石，工大写意花鸟，兼及篆刻、书法。其花鸟画重心灵描写和内在神韵，为北京齐派四大家之一。1997年5月，在中国美术馆举行大型个人画展。有《卢光照画辑》、《卢光照画集》、《卢光照程莉影近作集》。

## 简历
- 历任人民美术出版社编辑
- 北京齐白石艺术函授学院名誉院长
- 北京花鸟画研究会名誉会长
- 中央文史研究馆馆员

## 作品
所作巨幅画作陈列于天安门城楼、人民大会堂、中南海、新华社、毛主席纪念堂等地。
- 《大展鸿图》赠送日本首相中曾根康弘
- 《松鹰》赠送日本首相海部俊树
- 《鸡冠花雄鸡》赠送爱尔兰总统希勒里